# Stołowebergen
Stołowebergen, polska: Góry Stołowe, tyska: Heuscheuergebirge, tjeckiska: Stolové hory eller Hejšovina, utgör en del av bergskedjan Sudeterna. De är belägna i västra delen av Kłodzkodalen i Nedre Schlesiens vojvodskap i Polen. I väst och norr gränsar bergen direkt mot Tjeckien, och bergens västra utlöpare sträcker sig även över gränsen. I bergen ligger Stołowebergens nationalpark. Den högsta toppen är Szczeliniec Wielki på 919 meter över havet.
Bergskedjan gränsar i söder till de tjeckiska Orlickébergen och de polska Bystrzyckiebergen. I nordost skiljs den från Ugglebergen (Góry Sowie) av floden Ścinawkas floddal.